# Sielsowiet Lipa
Sielsowiet Lipa (biał. Ліпскі сельсавет, Lipski sielsawiet; ros. Липский сельсовет) – sielsowiet na Białorusi, w obwodzie mińskim, w rejonie nieświeskim, z siedzibą w Lipie Wysokiej.

## Demografia
Według spisu z 2009 sielsowiet Lipa zamieszkiwało 1626 osób, w tym 1546 Białorusinów (95,08%), 40 Rosjan (2,46%), 17 Polaków (1,05%), 16 Ukraińców (0,98%), 5 osób innych narodowości i 2 osoby, które nie podały żadnej narodowości.
Do 2019 liczba ludności spadła do 1285 osób. Największymi miejscowościami były wówczas Lipa Wysoka (708 mieszkańców), Lipa Wielka (175 mieszkańców), Jaśkiewicze (138 mieszkańców) i Kwacze (111 mieszkańców). Liczba ludności żadnej z pozostałych miejscowości nie przekraczała 77 osób.

## Geografia i transport
Sielsowiet geograficznie położony jest na Równinie Stołpeckiej, a historycznie na Nowogródczyźnie, w środkowej części rejonu nieświeskiego. Największą rzeką jest Usza.
Granicami sielsowietu przebiegają linia kolejowa Moskwa-Mińsk-Brześć i droga republikańska R11.

## Miejscowości
- agromiasteczko:
  - Lipa Wysoka
- wsie:
  - Bojary
  - Jaśkiewicze
  - Kręty Brzeg
  - Kwacze
  - Lipa Wielka
  - Zausze